# Acacia pallens
Acacia pallens é uma espécie de leguminosa do gênero Acacia, pertencente à família Fabaceae.